# Association française d'astronomie
Pour les articles homonymes, voir AFA.
Fondée en décembre 1946 par Pierre Bourge, l'Association française d'astronomie (AFA) a pour objectif de « donner au plus grand nombre l'envie et les moyens de pratiquer l'astronomie ». Elle est présidée depuis 1993 par Olivier Las Vergnas et animée par Alain Cirou et Éric Piednoël.

## Activités
Elle édite le magazine bimestriel Ciel et Espace, qui est disponible en kiosque et sur abonnement (près de 16 000 abonnés en 2010) ainsi qu'en version numérique. Elle a aussi édité le magazine numérique First Light,, version anglophone et bimestrielle du titre, reprenant une sélection des articles parus dans l’édition française, édition abandonnée en 2015 à cause du faible nombre d'abonnés.
L’AFA réalise des expositions thématiques diffusées en plusieurs centaines d'exemplaires, comme "Ciel miroir des cultures" ou "Les quatre saisons du temps" et des ateliers pédagogiques, diffusés en téléchargement sous le nom d'ateliers Ciel et espace.
Elle coorganise l'opération « Nuit des étoiles » avec Planète Sciences qui propose chaque été plusieurs centaines de sites gratuits d'observations pour tous les publics. L'association anime également le réseau "Stations de nuit" et propose les stages "1, 2 et 3 étoiles". 
Tous les deux ans, en novembre (années paires), elle organise les "Rencontres du ciel et de l'espace", qui sont une coproduction avec la Cité des sciences et de l'industrie, à La Villette. La dernière édition en date s'est tenue du 1er au 3 novembre 2018  après celle de 2016. Les années impaires, l'AFA a proposé "Explor'espace" une manifestation du même type qui se déroulait à Mandelieu-La Napoule, sur la Côte d'Azur. 
L'AFA est reconnue d'utilité publique depuis janvier 2005.